# Deryck Whibley
Deryck Jayson Whibley (21 de març de 1980, Scarborough, Toronto Ontario, Canadà) és el cantant principal, guitarrista i fins i tot pianista del grup de Punk rock Sum 41. També és conegut amb el sobrenom de Bizzy D per ser el vague del grup de música, aquest sobrenom li va ser atorgat per Dave, excomponent del grup. L'any 1996 va conèixer Steve Jocz, bateria del grup. Ells dos van començar la recerca de més membres per formar una banda de música, curiosament Dave i Cone eren de bandes de música rivals. El nom del grup Sum 41, significa la data en la qual van crear finalment per complet la banda, 41 dies després de l'inici de l'estiu.

## Discografia de Sum 41
- Half Hour Of Power (1999/2000).
- All Killer No Filler (2001).
- Motivation EP (2002).
- Does This Look Infected? (2002), Drums on "Reign In Pain" and "WWVII Parts 1 & 2" (En viu)
- Does This Look Infected Too? (2002).
- Chuck (2004), Producer on "Subject To Change".
- Go Chuck Yourself (2005/2006).
- Underclass Hero (2007).
- 8 Years of Blood, Sake, and Tears: The Best of Sum 41 2000-2008 (2008).
- All The Good Shit (2009).
- Screaming Bloody Murder (2011)
- Complicity (2015).